# Ricard Espelt i Rodrigo
Ricard Espelt i Rodrigo   (Manresa, 1973) és estudiant de doctorat a Universitat Oberta de Catalunya, on investiga les noves cooperatives de consum agroalimentari en una tesi dirigida per Ismael Peña-López.
Consultor en comunicació estratègica i web, fa recerca en el marc de la societat en xarxa i el desenvolupament rural. Amb la seva tesina es va proposar demostrar que les tecnologies de la informació i la comunicació (TIC) poden transformar les comunitats rurals i, especialment, les relacions dels productors agraris amb el seu entorn. Va ser regidor i impulsor de Copons 2.0, una experiència de governança oberta i deliberativa en el seu municipi.